# Historia de la novela

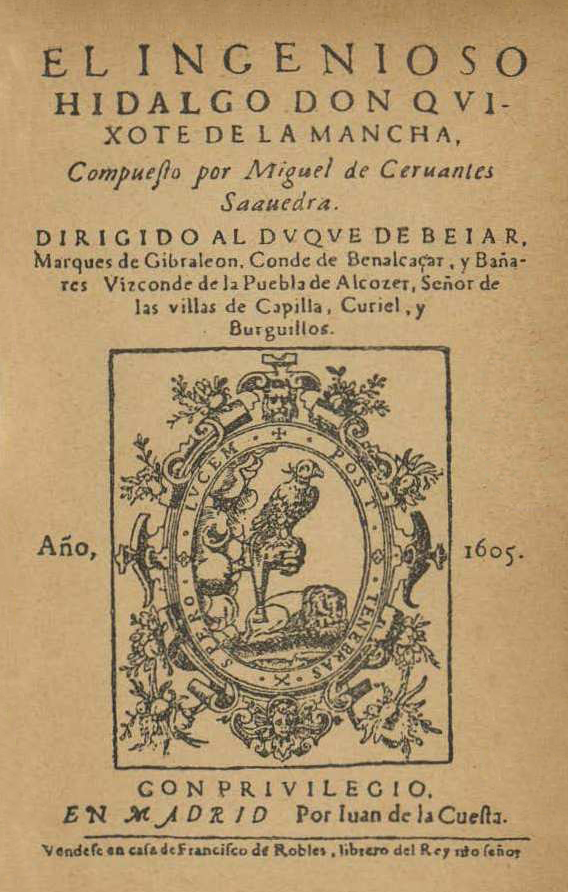
Portada del Quijote (1605), considerada como la primera novela moderna.

La novela es, según la RAE, una obra literaria en prosa en la que se narra una acción fingida en todo o en parte, y cuyo fin es causar placer estético a los lectores con la descripción o pintura de sucesos o lances interesantes, de caracteres, de pasiones y de costumbres. Como género literario, se desarrolló tardíamente, principalmente en la Edad Moderna, alcanzando su madurez en el siglo XIX, aunque tiene sus precedentes en épocas anteriores, tanto en la Antigüedad clásica grecolatina como en las literaturas orientales.
La novela es el más tardío de todos los géneros literarios. Aunque tiene precedentes en la Edad Antigua no logró implantarse hasta la Edad Media. El término novella comenzó a utilizarse para nombrar los relatos de ficción con una extensión entre el cuento y el romanzo. En español, primero se utilizó con la acepción italiana pasando luego a designar las narraciones extensas (romanzo en italiano y roman en francés). El relato breve será denominado a partir de entonces novela corta.

## Antigüedad
Las primeras novelas se producen entre los siglos II a. C. y siglo III d. C. en Grecia y Roma, y se han clasificado en cuatro tipos básicos: novelas de viaje, novelas románticas, novelas satíricas y novela bizantina.
Como Pierre Daniel Huet señaló en 1670, la tradición de obras épicas tiene su precedente en Virgilio y Homero. Se solía usar el verso, adecuado a una tradición de representaciones orales. Hoy, esta tradición se remonta más atrás, a la época sumeria (Epopeya de Gilgamesh), y a la mitología hinduista (Ramaiana y Majabhárata).
Es más difícil asegurar la influencia de los cuentacuentos medievales en el desarrollo de la novela.
Había una tercera tradición de ficción en prosa, tanto en su modalidad satírica (con el Satiricón de Petronio, las increíbles historia de Luciano de Samosata, y la obra protopicaresca de Apuleyo El Asno de Oro) y una veta heroica (con los romances de Heliodoro, Longo y otros). El antiguo romance griego fue revitalizado por los novelistas bizantinos del siglo XII.
Todas estas tradiciones fueron redescubiertas en los siglos XVII y XVIII.

## Medievo y Renacimiento
En la Edad Media surge la novela sentimental y la caballeresca.
El periodo 1200-1750 vio el ascenso de la "novela" (en el sentido al principio de un relato corto de ficción) que rivalizaba con el "romance" (que tenía la extensión de la epopeya). Esto ocurrió en toda Europa, pero solo en español e inglés se fue más allá, y novela se convirtió en el término normal para las narrativas de ficción.
Los romances eran narraciones en verso que se hicieron en lengua "romance" (de ahí tomaron el nombre). Las primeras obras de este género datan de los siglos XI y XII. Se desarrolló con temas como la caballería artúrica, no siendo fácil concretar cuánto de estos primeros "romances" se debieron a los modelos de la antigua Grecia y cuánto a las epopeyas en verso folclóricas como Beowulf y el Cantar de los Nibelungos. La trama estándar de un romance de este tipo consistía en una serie de aventuras inesperadas y peculiares. Pueden citarse clásicos como el Roman de la Rose.
Los siglos XIV y XV vieron la emergencia de los primeros romances en prosa junto, así como de un nuevo mercado de libros, que se desarrolló incluso antes de que se expandiera la imprenta. Las leyendas, vidas de santos y visiones místicas en prosa fueron el principal objeto de este nuevo mercado de producciones en prosa. La élite urbana y las lectoras de clases altas y de los monasterios leían prosa religiosa. Los romances en prosa irrumpieron en este mercado como una moda nueva y cara. Sólo podía florecer verdaderamente con la invención de la imprenta y con la divulgación del papel, en la segunda mitad del siglo XV. Para entonces, el antiguo romance competía en el mercado con géneros más breves; el más destacados de estos géneros era la novela, una forma que nació en el curso del siglo XIV.

## Primeras novelas, 1000-1600

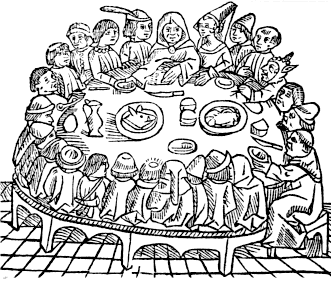
Los peregrinos entreteniéndose con cuentos; grabado en madera de la edición de Caxton, 1486, de Los cuentos de Canterbury de Chaucer.

No es fácil indicar qué géneros acabaron desembocando en la "novela". Los primeros ejemplos están categorizados hoy como "novella": Genji Monogatari del siglo XI, seguido por las obras de Boccaccio, Geoffrey Chaucer, Maquiavelo, e incluso Miguel de Cervantes.
Una primera novela podía ser básicamente cualquier historia que se contaba por sus elementos espectaculares o reveladores. Se incluían en una conversación (entendida como entretenimiento), con una mínima ambientación. Podían ser sermones extendidos. Las colecciones de ejemplos facilitaban la labor de los predicadores, que mediante una fábula o una breve reflexión histórica ilustraban una conclusión moral. Según las colecciones medievales, eran determinantes los gustos y la clase social. Los trabajadores preferían historias tremendas, con engaños ingeniosos, de los que hacían víctimas a las clases sociales que odiaban o a otros competidores de los narradores de historias. Parte de este género original persiste en los pequeños chistes que se añaden para poner un toque humorístico en la conversación.

### SigloXIV: Boccaccio y Chaucer
Se solía recurrir a una historia dentro de la historia. Se describen situaciones en las que se supone que se relatan toda una serie de historias, de diversos gustos y géneros. Los ejemplos clásicos son El Decamerón de Boccacio y Los cuentos de Canterbury de Chaucer; en el primero son un grupo de florentinos que huyen de la peste y se entretienen narrando historias de todo tipo; en el segundo, son unos peregrinos que van a Canterbury a visitar la tumba de Tomás Becket y cada peregrino escoge cuentos que se relacionan con su estado o su carácter. Así los nobles cuentan historias más "románticas", mientras que los de clase inferior prefieren historias de la vida cotidiana. El género no tenía entonces un término propio que lo individualizara. "Novela" podía simplemente indicar la novedad de los eventos que se contaban. La inclusión de distintos tipos de historias, todas en un mismo marco, sin embargo, evidenciaba la consciencia del hecho de que los géneros se estaban desarrollando en este campo.
Mediante este recurso se justificaban los autores verdaderos, como Chaucer y Boccaccio. Los romances usaban un lenguaje sublime, justificándose a sí mismos en la medida que cultivaban un estilo "superior". Pero si cambiaba el gusto en las enseñanzas morales y la poesía, los romances rápidamente pasaban de moda. Estas historias de trampas y travesuras, de amores ilícitos e inteligentes intrigas en las que se reía de profesiones respetables o de los habitantes de otra ciudad, no tenían esa justificación moral ni poética. Así que llevaron la justificación al exterior. El narrador ofrecería unas pocas palabras explicando por qué creía que la historia merecía la pena. De nuevo, Los cuentos de Canterbury ofrecen los mejores ejemplos: el verdadero autor podía contar historias sin más justificación que el que esa historia ofrecía un buen retrato de quien la contaba y de sus gustos.
El romance se había hecho tedioso, después de reiterar tramas sin introducir otras nuevas. Las colecciones de cuentos o novelas los criticaron: un personaje del grupo de narradores empezaría a contar un romance, e inmediatamente se vería interrumpido por los otros narradores que escuchaban la historia, para que se callase, o hablase de forma comprensible, o que rápidamente fuera al meollo del asunto. El resultado fue el auge del relato corto. Los pasos de este desarrollo pueden seguirse con el aprecio que iba ganando el cuento y el valor de los romances en nuevas colecciones versificadas a finales del siglo XIV.

### SigloXV
No existe unanimidad en cuanto al momento inicial de la novela o cuál sea la primera novela. Parece indudable que debe situarse en el Renacimiento. Es entonces cuando, orientándose hacia Italia surge en España la novela sentimental, como última derivación de las convencionales teorías provenzales del amor cortés. La obra fundamental del género fue la Cárcel de amor (1492) de Diego de San Pedro.
Un género intermedio entre el romance y la novela fueron los Libros de caballerías. En España, este tipo de prosa novelesca se difundió sobre todo en el siglo XV en idioma catalán o valenciano: Tirante el Blanco del valenciano Joanot Martorell (1490) o la novela anónima Curial e Güelfa. Alcanzó su máxima popularidad a partir de los últimos años del siglo XV, siendo la obra más representativa del género el Amadís de Gaula (1508). Solían editarse en varios volúmenes, dirigiéndose al público que se suscribiría a esta producción. Estas obras llevaban a sus lectores a mundos ilusorios, inculcándoles el ideal caballeresco de un pasado que nadie podía reinstaurar.

### SigloXVI
La difusión de la imprenta incrementó la comercialización de las novelas y los romances, aunque los libros impresos eran caros. La alfabetización fue más rápida en cuanto a la lectura que en cuanto a la escritura.
Las primeras colecciones de novelas no eran necesariamente proyectos prestigiosos. Surgió una enorme variedad de historias, desde las más jocosas hasta las de Boccaccio o Chaucer. Autores italianos como Maquiavelo, entre otros, dieron a la novela un nuevo formato. Seguía siendo una historia de intriga que acababa de forma sorprendente, pero estaba más trabajada en cuanto a la forma en que los protagonistas llevaban a cabo su intriga, cómo mantenían sus secretos y cómo reaccionaban si alguien les amenazaba con revelarlos.
Todo el siglo estuvo dominado por el subgénero de la novela pastoril, que situaba el asunto amoroso en un entorno bucólico. Puede considerarse iniciada con La Arcadia (1502), de Jacopo Sannazaro y se expandió a otros idiomas, como el portugués (Menina e Moça, 1554, de Bernardim Ribeiro) o el inglés (La Arcadia, 1580, de Sidney).
La reforma protestante incrementó los lectores de panfletos religiosos, periódicos y diarios. La población urbana aprendió a leer. Surgieron entonces los chapbooks, libros de bolsillo baratos que contenían tanto romances como historias cortas, relatos y fábulas. Solían embellecerse con grabados de madera, sirviendo a veces la misma imagen para varios libros. Los romances fueron reducidos a historias simples y abruptas, parecidas a los libros de cómic modernos.
A mediados del siglo XVI, se produjo un cambio de ideas hacia un mayor realismo, superando en este punto las novelas pastoriles y caballerescas. Así se advierte en el Gargantúa y Pantagruel de François Rabelais y en la Vida de Lazarillo de Tormes y de sus fortunas y adversidades (1554), origen esta última de la novela picaresca.

## Conflicto entre novelas y romances, 1600-1700

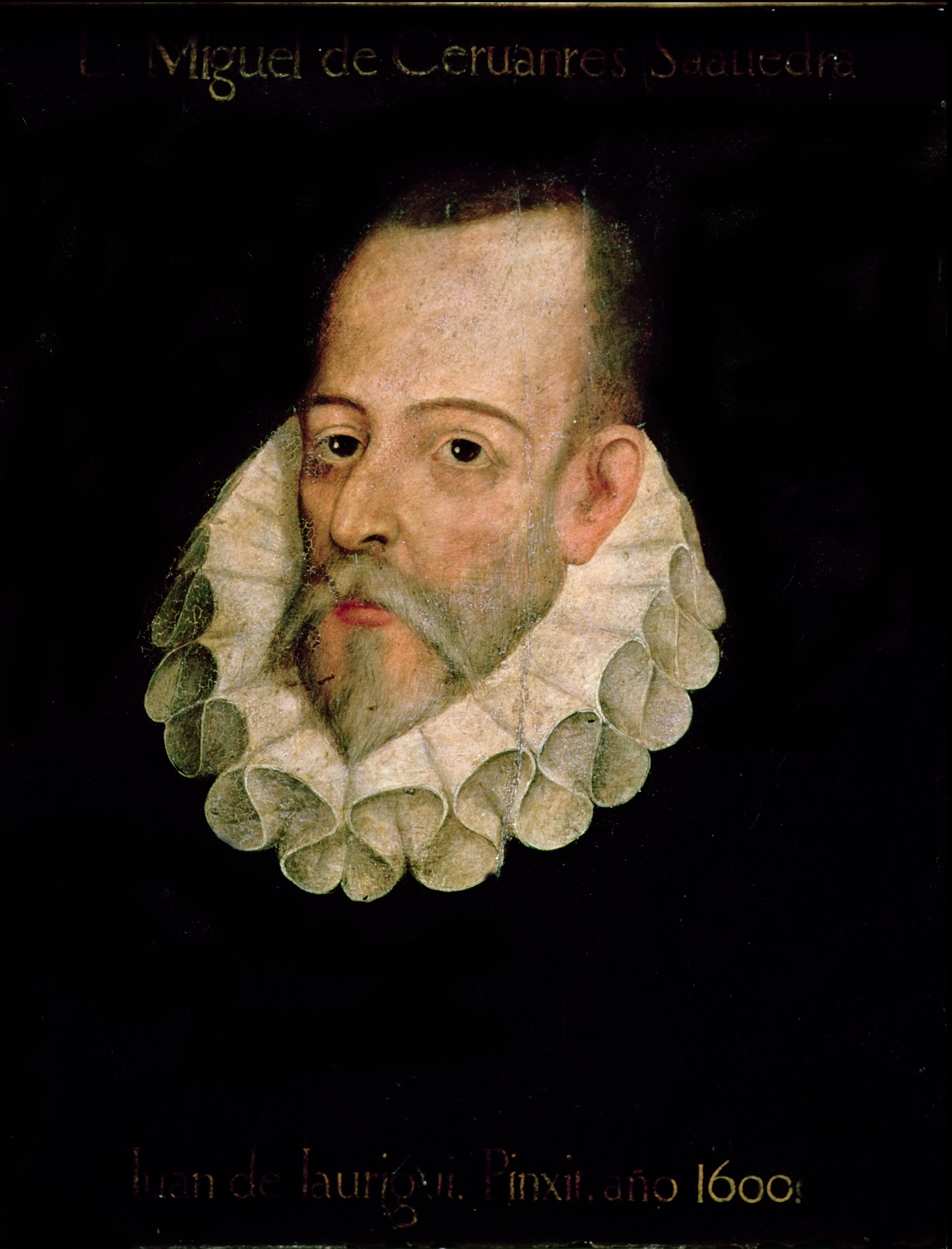
Falso retrato de Miguel de Cervantes Saavedra, atribuido a Juan de Jáuregui.

La novela, como técnica y género literario, aparece en los siglos XVI y XVII en lengua española, y se suele considerar Don Quijote de la Mancha (1605) de Miguel de Cervantes como el mejor ejemplo. Se considera esta obra como una de las primeras novelas modernas del mundo, por sus originales innovaciones respecto a todos los géneros precedentes, desde los modelos clásicos de la literatura greco-romana, como la epopeya o la crónica hasta las novella italiana. Esta novela incorpora una estructura episódica según un propósito fijo premeditadamente unitario. Se inició como una sátira del Amadis, que había hecho que Don Quijote perdiera la cabeza. Los defensores del Amadís criticaron la sátira porque apenas podía enseñar algo: Don Quijote ni ofrecía un héroe al que emular ni satisfacía con bellos diálogos; todo lo que podía ofrecer es hacer burla de los ideales nobles. Don Quijote fue la primera obra auténticamente anti-romance de este periodo; gracias a su forma que desmitifica la tradición caballeresca y cortés, representa la primera obra literaria que se puede clasificar como novela.
Con posterioridad al Quijote, Cervantes publicó las Novelas Ejemplares (1613). Por "novela" se entendía en el siglo XVII la narración breve intermedia entre el cuento y la novela extensa, o sea lo que hoy llamamos novela corta. Las Novelas ejemplares de Cervantes son originales, no siguen modelos italianos, y frente a la crítica al Quijote, que se decía que no enseñaba nada, pretendían ofrecer un comportamiento moral, una alternativa a los modelos heroico y satírico. No obstante, siguió suscitando críticas: Cervantes hablaba de adulterio, celos y crimen. Si estas historias proporcionaban ejemplo de algo, era de acciones inmorales. Los defensores de la "novela" respondieron que sus historias proporcionaban buenos y malos ejemplos. El lector podía aún sentir compasión y simpatía con las víctimas de los crímenes y las intrigas, si se narraban ejemplos de maldad.
Surgió entonces como respuesta a estas novelas dudosas un romance más noble y elevado, con incursiones al mundo bucólico, siendo La Astrea (1607-27) de Honoré d'Urfé, la más famosa. Se criticaron estos romances por su falta de realismo, a lo que sus defensores replicaban que sí lo eran, aludiendo al roman à clef ("novela en clave"): novelas que, adecuadamente entendidas, se referían a personajes del mundo real. Argenis (1625-26) de John Barclay aparecía como un Roman à clef político. Los romances de Madeleine de Scudéry tuvieron más influencia, con tramas ambientadas en el mundo antiguo y contenido tomado de la vida real: la vida de sus amigos en los círculos literarios de París. Estos libros ofrecían las más refinadas observaciones de los motivos humanos, personajes tomados de la realidad, y excelentes enseñanzas morales sobre cómo debe comportarse uno, y cómo no, si quería triunfar en la vida pública y en los círculos íntimos que ella retrataba.
Uno de los héroes en los romances de Scudéry, Paul Scarron, publicó el primer volumen de su Roman Comique en 1651 (aparecieron otros volúmenes en 1657 y, por mano ajena, en 1663), pidiendo expresamente que se desarrollase lo que Cervantes había creado en España: Francia debería (Roman Comique, cap. 21) imitar el español con pequeñas historias como aquellas que llamaban "novelas". El propio Scarron añadió numerosas de esas historias a su propio trabajo.
Veinte años más tarde, Madame de La Fayette dio los pasos decisivos en sus dos novelas. La primera, su Zayde (publicada en 1670 junto con el famoso Tratado sobre el origen de los romances), de Pierre Daniel Huet, fue una "historia española". La princesa de Clèves (1678) probó que podían escribirse novelas adaptadas al gusto francés. Los españoles disfrutaban las historias de orgullosos españoles que se batían en duelo para vengar su reputación. Los franceses tenían un gusto más refinado y se inclinaban a la observación detallada de los motivos y el comportamiento humanos. La historia era decididamente una "novela" y no un "romance": una historia de virtud femenina sin parangón, con una heroína que tuvo la oportunidad de arriesgarse en un amor ilícito y no sólo resistió a la tentación, sino que acrecentó su infelicidad confesando sus sentimientos a su marido. La melancolía que su historia creaba era enteramente nueva y sensacional.
A finales del siglo XVII el mercado europeo comenzó a interesarse por el escándalo, con libros franceses apareciendo sobre todo en los Países Bajos (donde la censura era liberal) para ser importados clandestinamente a Francia y llegar también a Alemania y Gran Bretaña. La novela floreció en este mercado como el mejor género para contar noticias escandalosas. Los autores sostenían que las historias eran verdaderas y no se narraban para escandalizar, sino para proporcionar lecciones morales. Para probarlo, ponían nombres ficticios a sus personajes y contaban las historias como si fueran novelas. El público se entretenía averiguando la identidad de los personajes. Aparecieron los periódicos de historietas, como el Mercure Gallant. También surgieron colecciones de cartas, que incluían estas historietas, y que llevaron al desarrollo de la novela epistolar.
La novela había interesado al público inglés desde los tiempos de Chaucer, se habían leído traducciones de novelas españolas y francesas a lo largo del siglo XVII. A finales de los años 1680 autores como Aphra Behn y William Congreve escribieron nuevas "novelas" en inglés.

## El mercado alrededor de 1700
Las novelas y los romances de comienzos del siglo XVIII no eran considerados parte de la "literatura", sino bienes mercantiles. La integración de la ficción en prosa dentro del mercado de las historias, apareció bajo el siguiente esquema:
| | | 3.1 Romances heroicos: Telémaco de Fénelon(1699)                                                         | | |
| 1 Vendidos como creaciones románticas, leídos como verdaderas historias de asuntos públicos: New Atalantis de Manley (1709) | 2 Vendidos como creaciones románticas, leídos como verdaderas historias de asuntos privados: Satyrischer Roman (1706) de Menantes | 3.2 Clásicos de la novela de Las mil y una noches hasta La princesa de Clèves (1678) de M. de La Fayette | 4 Vendidos como historia privada auténtica, arriesgándose a ser leídos como creaciones románticas: Robinson Crusoe (1719) de Defoe | 5 Vendido como historia pública auténtica, arriesgándose a ser leídos como creaciones románticas: La Guerre d'Espagne (1707) |
| | | 3.3 Romances satíricos: Cervantes Don Quijote (1605)                                                     | de Olaf Simons, Marteaus Europa (Ámsterdam, 2001), p.194                                                                           | de Olaf Simons, Marteaus Europa (Ámsterdam, 2001), p.194                                                                     |

El centro del mercado estaba sostenido por ficciones que sostenían que eran ficciones y que se leían como tales. Comprendían una gran producción de romances y, al final, una producción opuesta de romances satíricos. En el centro, la novela había crecido, con historias que no eran heroicas ni predominantemente satíricas, sino realistas, cortas y estimulantes con sus ejemplos de conductas humanas.
Fuera del centro, el mercado tenía dos alas: a la izquierda, libros que pretendían ser romances, pero que amenazaban con ser todo menos ficticios. Delarivier Manley escribió el más famoso de ellos, su New Atalantis, llena de historias que la autora sostenía que había inventado. Los censores se veían impotentes: Manley vendía historias que desacreditaban a los whigs en el poder, pero que supuestamente ocurrían en una isla de fantasía llamada Atalantis, lo que les impedía demandar a la autora por difamación, salvo que acreditasen que eso era lo que ocurría en Inglaterra. En el mismo mercado aparecieron historias privadas, creando un género diferente de amor personal y batallas públicas sobre reputaciones perdidas.
Al lado opuesto, había títulos que sostenían que eran estrictamente de no ficción, como el Robinson Crusoe de Daniel Defoe. La identificación del género: "Vendido como una verdadera historia privada, arriesgándose a ser leída como una invención romántica", abría el prefacio:

SI alguna vez la historia de las aventuras de un hombre particular en el mundo, merecían que se hicieran públicas, y que se aceptasen al ser publicadas, el editor de este relato cree que será ésta.
    
Las maravillas de la vida de este hombre exceden todo eso que (él cree) existe; rara vez la vida de un hombre ofrece mayor variedad.
    
La historia se narra con modestia, con seriedad, y con una aplicación religiosa de los acontecimientos a los usos a los que los hombres sabios siempre los aplicarán (viz.) a la instrucción de otros por este ejemplo, y para justificar y honrar la sabiduría de la Providencia en toda la variedad de nuestras circunstancias, dejemos que ocurran como quieran.
    
El editor cree que es una justa historia de hechos; no hay ninguna apariencia de ficción en ella: y sea como piensa, debido a que todas tales cosas se despachan [ediciones posteriores: disputan], que el mejoramiento de ello, así como al diversión, para la instrucción del lector, será lo mismo; y como piensa así, sin más cumplidos al mundo, les hace un gran servicio con esta publicación.

Historias de verosimilitud parecida caían en lo abiertamente político. Gatien Courtilz de Sandras (1644-1712) se convirtió en el autor más importante en este campo con Memorias de D´Artagnan, historia contada de nuevo más de un siglo después por Alejandro Dumas, padre. Se le atribuye La Guerre d'Espagne (1707), historia de un espía francés desilusionado, que analizaba la política francesa, y de sus propios asuntos amorososo. Hechos y ficción se mezclaban en todos estos títulos, hasta el punto de que ya no se podía decir lo que el autor había inventado y lo que simplemente eran secretos traicionados.

## El "romance nuevo", 1700-1800

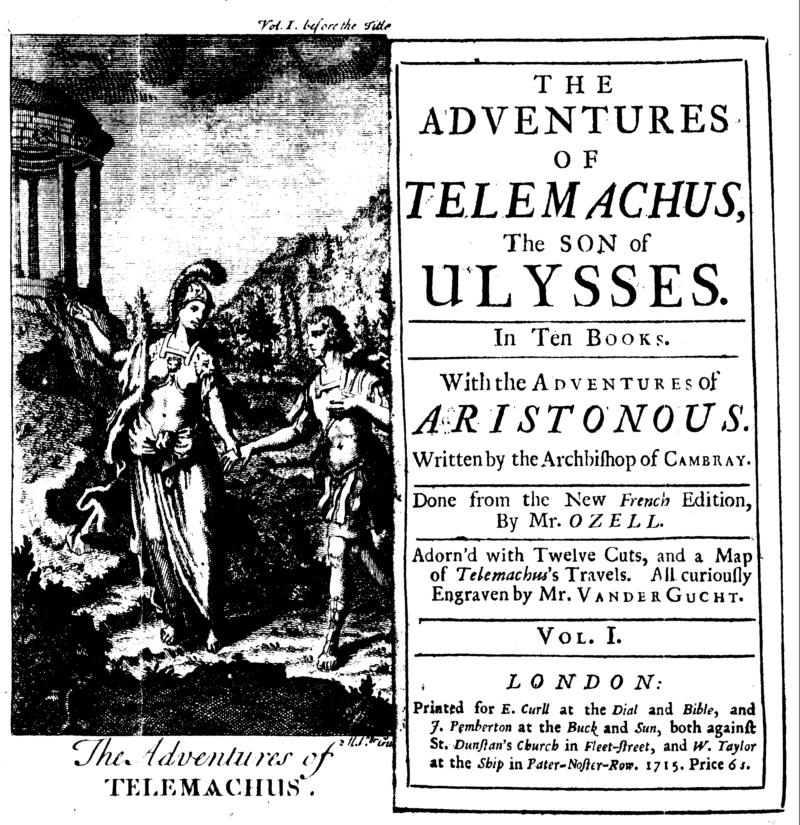
Portada de la versión inglesa del Telémaco de Fénelon (Londres: E. Curll, 1715). No califica su obra como "novela", como habían hecho Aphra Behn y William Congreve.

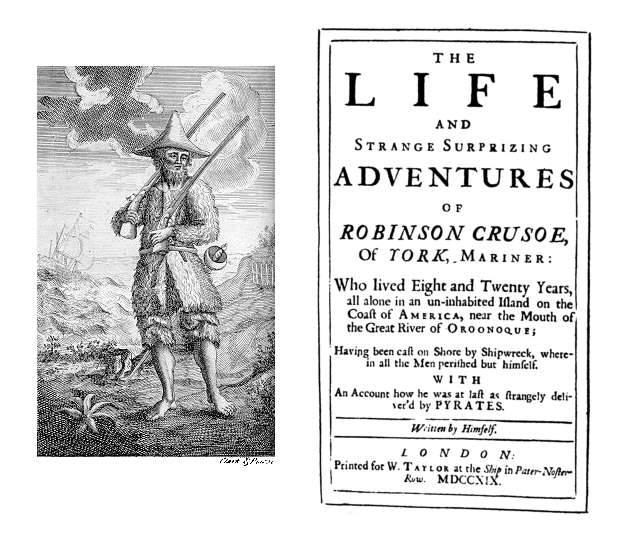
Portada de Robinson Crusoe de Defoe (Londres: W. Taylor, 1719), tampoco califica su obra de "novela".

A comienzos del siglo XVIII la novela comenzó a zambullirse en el escándalo público y privado, por lo que había llegado el momento en el que una nueva reforma resultaba deseable. El viejo Amadis había trasportado a sus lectores a mundos idealizados, y las nuevas novelas, carecientes de diálogos nobles o actos de increíble heroísmo habían hecho mucho por refinar los gustos de la gente. Sin embargo, el crear historias de amor en las que unos críos engañan a sus padres había levantado nuevos riesgos, al convertir el cotilleo público y privado en materia publicable.
Entre las voces que reclamaban un regreso a los anticuados romances se encontraba Jane Barker, cuyo "romance nuevo" Exilius (1715) se convirtió en el boceto de una nueva tradición. Según Jane Barker, el romance se venía desarrollando desde Geoffrey Chaucer hasta François Fénelon, el último de los cuales era un autor que se había hecho famoso en ese tiempo con su romance Telémaco (1699/1700).
Los editores ingleses de Fénelon habían evitado el término "romance", prefiriendo publicarlo como "nueva épica en prosa" (de ahí los prefacios). Jane Barker, por el contrario insistió en publicar Exilius como un "Romance nuevo [...] siguiendo la forma de Telémacho", y no consiguió ganarse al mercado. En 1719 su editor, Edmund Curll, eliminó finalmente las viejas páginas del título ofreciendo Exilius como una colección de novelas.
El gran éxito de la siguiente década, Robinson Crusoe de Daniel Defoe, apareció ese mismo año, y el editor, William Taylor, evitó esas trampas con una cubierta en la que afirmaba que no se trataba de una novela ni de un romance, sino de una historia, sin embargo el diseño de página recordaba demasiado al "romance nuevo" con el que Fénelon se había hecho famoso.
Tal y como el término se entendía en la época, Robinson Crusoe es cualquier cosa menos una novela. No era una historia corta, ni se centraba en la intriga, ni se contaba en beneficio de un final bien cortado. Tampoco es Crusoe el antihéroe de un romance satírico, a pesar de hablar en primera persona del singular y haber tropezado con toda clase de miserias. Crusoe no invita realmente a la risa (aunque los lectores con gusto sabrán, por supuesto, entender como humor sus proclamas acerca de ser un hombre real) No es el autor real sino el fingido el que es serio, su vida le ha arrastrado contra su voluntad a las más románticas aventuras: ha caído en las garras de los piratas y sobrevivido durante años en una isla desierta. Lo que es más, lo ha sobrevivido con un heroísmo ejemplar, siendo un mero marinero de York. Si los lectores leyeron su obra como un romance no podría culparles, tan lleno está el texto de pura imaginación. Defoe y su editor sabían que todo lo que se decía resultaba totalmente increíble, y sin embargo clamaban que era cierto (o, que si no lo era, seguía mereciendo la pena leerlo como una buena alegoría). Este complicado juego es el que sitúa este trabajo en la cuarta columna en el diagrama de arriba.

## La reforma, 1700-1800

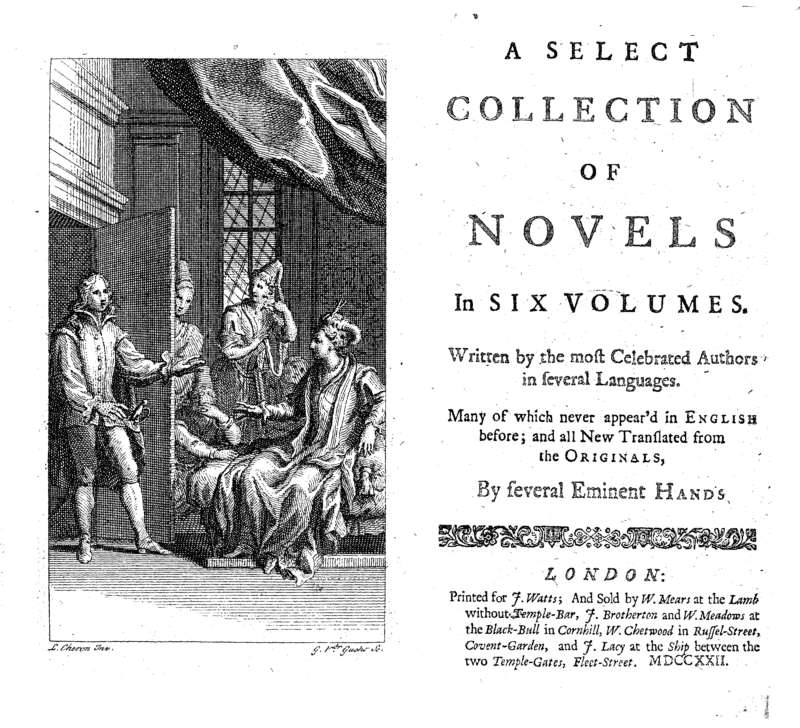
Clásicos de la novela desde el en adelante: portada de Colección selecta de novelas (1720-22).

El periodo 1700-1800 vio el auge de un "nuevo romance" como reacción a la producción de novelas potencialmente escandalosas. El movimiento se encontró en una compleja situación en el mercado inglés, donde el término "nuevo romance" podía raramente aventurarse, después de que la novela hubiera hecho tanto para transformar el gusto. El nuevo género adoptó también el nombre novela: esta nueva novela fue obra de nuevas proporciones épicas, con el efecto de que el inglés (y con el tiempo el español) precisaron una nueva palabra para la "novela" corta. En español se conoce al relato corto de ficción con el nombre de "cuento". En inglés, "romance" tendió a reservarse para una historia de amor, sea en la vida real o en la ficción.
La publicación de Robinson Crusoe no condujo directamente a la reforma del mercado de mediados del dieciocho. Los libros de Crusoe se publicaron como historias dudosas, por lo que entraban en el juego escandaloso del mercado del XVIII. La novela estaba totalmente integrada el en círculo de las historias, incluso aparecían de nuevo publicadas en uno de los periódicos de Londres como una posible relación de hechos. Filósofos como Jean-Jacques Rousseau hicieron de Robinson Crusoe un clásico décadas más tarde, y no fue hasta una centuria más tarde que se viera como la primera "novela" inglesa, publicada, como afirma Ian Watt en 1957, como respuesta al mercado de los romances franceses.
La reforma en el mercado de principios del dieciocho vino de la mano de la producción de clásicos: En 1720 gran cantidad de títulos de novela europea se reeditaron en Londres, desde Maquiavelo a Madame de La Fayette. Las "novelas" de Aphra Behn habían aparecido en conjunto en colecciones, y la autora del siglo XVII se había convertido en un clásico. Fénelon ya lo era desde hacía años, al igual que Heliodoro. Aparecieron las obras de Petronio y Longos, equipadas con prefacios que los situaban en la tradición de ficción en prosa que Huet había definido. La propia ficción en prosa, de acuerdo con los críticos, tenía su historia de subidas y bajadas: habiendo entrado en una crisis con el Amadis, encontró una salida en la novela. Sin embargo necesitaba ahora de atención constante, aunque, con todo, podía clamar ser una de las partes más elegantes de las belles letres, un nuevo sector dentro del mercado de la literatura que abarcaba los nuevos clásicos.
Huet publicó en 1670 el Traitté de l'origine des romans, que circulaba por aquel entonces en distintas traducciones y ediciones. El tratado ganó una posición central entre los escritos sobre la prosa de ficción habiendo creado el primer corpus de textos para debatir y siendo el primer título que demostraba que estas ficciones mundanas se podían interpretar al igual que un teólogo interpreta las partes del evangelio en el debate teológico. La interpretación necesita, por supuesto, de un propósito, y Huet ofrecía cierto número de preguntas que uno podía hacerse: ¿Qué nos dice una obra de ficción de una cultura extranjera o de un periodo lejano sobre aquellos que la construyeron?, ¿Qué necesidades culturales respondían estas historias?, ¿Existen premisas antropológicas fundamentales que nos hacen crear mundos imaginarios?, ¿Divertían y enseñaban estas ficciones?, ¿Constituían un sustituto al más recomendable conocimiento científico, como uno puede asumir de la lectura de los mitos de la Antigüedad y del Medioevo, o se sumaban a los encantos de la vida que se dan en una cultura particular, como puede interpretarse de las antiguas historias eróticas del Mediterráneo?.
La interpretación y el análisis de los clásicos colocaba a los lectores de ficción en una posición nueva y mejorada: constituía una gran diferencia si leías romances y si te perdías en un mundo imaginario al leer esos mismos romances con un prefacio que te informaba de los griegos, romanos o árabes que habían producido títulos como la Aethopica o Las mil y una noches (que se publicó por primera vez en Europa entre 1704 a 1715, en francés, traducción en la que se basaron la edición inglesa y alemana).
En el siglo XVIII nace en Francia la novela de análisis psicológico y de crítica.

## Novelas como literatura, 1740-1800

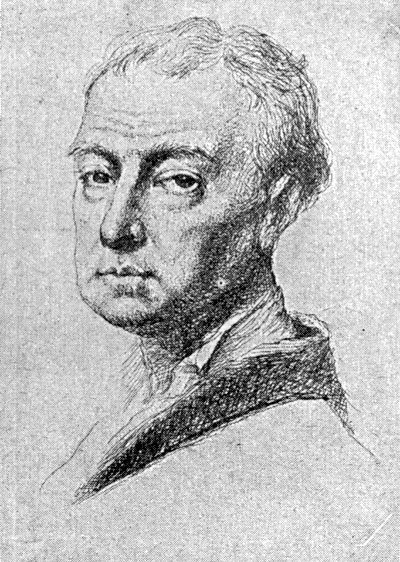
Samuel Richardson, autor de Pamela (1741), novela publicada con intenciones claras: "Ahora publicada por primera vez para cultivar los principios de la virtud y la religión en las mentes de los jóvenes de ambos sexos, una narración que tiene el fundamento en la verdad y la naturaleza; y al mismo tiempo entretiene agradablemente...".

El mercado de comienzos del siglo XVIII para la ficción clásica en prosa inspiró a autores vivos. Aphra Behn, escribiendo en un relativo anonimato, se convirtió en una autora celebrada póstumamente. Fénelon consiguió la misma fama en vida. Delarivier Manley, Jane Barker y Eliza Haywood siguieron sus famosos modelos franceses que se habían atrevido a reclamar la fama con sus nombres verdaderos: Madame d'Aulnoy y Anne Marguerite Petit du Noyer. La mayor parte de las novelas se habían publicado antes mediante pseudónimo; ahora se convertían en las producciones de autores famosos.
El discurso necesario para apreciar semejante movimiento hacia la responsabilidad estaba aún infradesarrollado. Los periódicos que trataban de literatura se centraban en el "aprendizaje", en la literatura en el sentido de la palabra. Hasta entonces, la mayor parte de la discusión de novelas y romances habían tenido lugar dentro del propio campo. La crítica literaria, un discurso crítico y externo sobre la poesía y la ficción, se alzó únicamente en la segunda mitad del siglo XVIII. Abrió una interacción entre participantes separados en los que los novelistas escribirían para ser criticados y en los que el público observaría la interacción entre la crítica y los autores. La nueva crítica de finales del siglo XVIII ofrecía una reforma al establecer un mercado de obras merecedoras de ser discutidas (mientras que el resto del mercado continuaría existiendo, pero perdería la mayor parte de su atractivo público). El resultado fue una división de mercado en un campo inferior de ficción popular y una producción literaria crítica. La última, obras privilegiadas — aquellas que rivalizarían con los antiguos poemas épicos en ser discutidos como arte, que jugaba con las tradiciones de la ficción en prosa (abrieron un discurso interno sobre la historia de la literatura), y que eran de un claro estatus ficcional - estos solos podían discutirse como obras creadas por un artista que quería que el público discutiera esto y no otra historia.
Cambió el diseño de las portadas: las nuevas novelas no pretendieron vender ficciones al tiempo que amenazaban con revelar secretos reales. Ni aparecían como falsas "historias verdaderas". El nuevo título ya indicaría que la obra era de ficción, e indicaba cómo debía tratarlas el público. Pamela, de Samuel Richardson (1740) fue uno de los títulos que introdujo un nuevo formato de título, con su fórmula [...], o [...] ofreciendo un ejemplo: "Pamela, o la virtud recompensada - Ahora publicada por vez primera para cultivar los principios de la virtud y la religión en las mentes de los jóvenes de ambos sexos, una narrativa que tiene el fundamento en la verdad y la naturaleza; y al mismo tiempo entretiene agradablemente". Así dice el título, y deja claro que es una obra creada por un artista que pretende lograr un efecto determinado, pero para ser discutido por el público crítico. Décadas más tarde, las novelas ya no necesitaron ser más que novelas: ficción. Las ediciones actuales de novelas simplemente dicen "ficción" en la portada. Se ha convertido en una etiqueta prestigiosa, y pide discusión y pensamiento.
Desapareció del mercado el escándalo producido por DuNoyer o Delarivier Manley. No atraía a la crítica seria y se perdía si permanecía sin discutir. Necesitó al final su propio tipo de periodismo escandaloso, que se desarrolló hasta convertirse en la prensa amarilla. el mercado inferior de la ficción en prosa siguió enfocando la inmediata satisfacción de un público que disfrutaba su permanencia en el mundo ficticio. El mercado más sofisticado se hizo complejo, con obras que jugaban nuevos juegos.
En este mercado alto, podía verse dos tradiciones que se desarrollaban: obras que jugaban con el arte de la ficción — Laurence Sterne y su Tristram Shandy entre ellas — el otro más cercano a las discusiones que prevalían y modos de su audiencia. El gran conflicto del siglo XIX, de si el artista debe escribir para satisfacer al público o para producir el arte por el arte, aún no había llegado.

## Sentimentalismo, psicología, y el nuevo individuo, 1750-1850
La novela sentimental de la segunda mitad del siglo XVIII creó un nuevo protagonista, con una actitud diferente hacia lo público y lo privado. Mientras que la heroína de principios de siglo había sido audaz y estaba preparada para proteger su reputación en una guerra de prensa si era necesario, su descendiente inmediato era demasiado modesto y tímido para hacer lo propio. Las heroínas de comienzos de siglo tenían sus secretos, amaban las intrigas, e intentaban cualquier cosa que creyeran necesaria para conseguir lo que querían. Por el contrario, las de la segunda mitad de siglo desarrollaron un sentimiento de modestia. Sufrían si tenían que mantener secretos, y sentían la necesidad de confesarlos, por lo que buscaban a sus amistades más íntimas para poder abrir sus corazones y exponer sus deseos más ocultos.
La audiencia del siglo XVIII veía a estos nuevos héroes y heroínas con asombro, pues se atrevían a confesarse con sus padres y amigos, una confianza que solo unas décadas antes les hubiera convertido en víctimas del mundo de ficción, intriga y escándalos de comienzos de siglo, y que, sin embargo, para éstos nuevos héroes se tornaba en un receptáculo de compasión. En vez de hacer de sus asuntos un entretenimiento público, los nuevos héroes desarrollaban un sentido de la intimidad que solo la novela podía plasmar.
Nuevos géneros prosperaban con estos nuevos protagonistas que no querían mostrar sus trapos sucios en público; sus cartas y diarios se encontraban y publicaban solo después de sus muertes. Una oleada de sentimentalismo fue el primer resultado, presentando a héroes como el de Man of Feeling (1771) de Henry Mackenzie. Una segunda oleada trajo consigo héroes más radicales que no podían ya soñar con un entorno en que buscar comprensión. Las cuitas del joven Werther, de Johann Wolfgang von Goethe (1774), se situó a la encabezada del nuevo movimiento, y forjó tal sentimiento de compasión y comprensión que muchos estaban preparados a seguir a Werther en su suicidio.
Los críticos percibían a éstos nuevos héroes como el mejor signo de que una nueva literatura que se prestaba al debate se estaba forjando. Las preguntas sobre el mundo y el hombre que los protagonistas tan desesparadamente se hacían permitía un nuevo tipo de debate literario-filosófico, el de la naturaleza de la mente humana que tan bien se observaba en estas novelas.
Este desarrollo de la novela había tornado la defensa de una reforma moral tanto individual como social en un género. Con la llegada del Romanticismo alrededor de 1770, este desarrollo fue más allá: la novela se convirtió en el medio de una vanguardia en la que las emociones se encontraban ejemplificadas y personificadas. Los escritores alemanes dieron nombre al Bildungsroman, un tipo de novela que se centraba en el desarrollo del individuo, su educación, y su camino hacia la individualidad en la preparación de su vida social. Las nuevas ciencias, como la sociología y la psicología se elaboraron al tiempo que el "nuevo individuo" e influenciaron las discusiones sobre la novela en el siglo XIX.

## SigloXIX
A finales del siglo XVIII aparecen unas novelas cargadas de un sentimentalismo melancólico que abren el período romántico que se desarrolla plenamente en el siglo XIX con la aparición de la novela histórica, psicológica, poética y social. El género alcanza su perfección técnica con el realismo y el naturalismo. Es en esta época cuando la novela alcanza su madurez como género. Su forma y su estética ya no cambiaron más hasta el siglo XX: su división en capítulos, la utilización del pasado narrativo y de un narrador omnisciente.

### Novela gótica
Al comienzo del siglo XVII la novela había sido un género realista luchando contra el romance con sus salvajes fantasías. La novela se había vuelto primero hacia el escándalo antes de sufrir una reforma en las últimas décadas del siglo XVIII. Con el tiempo, la ficción se convirtió en el campo más honorable de la literatura. Este desarrollo culminó en una ola de novelas de fantasía en el tránsito hacia el siglo XIX. Se acentuó la sensibilidad en estas novelas. Las mujeres, alteradas e inclinadas a imaginar mundos más allá de aquel en que vivían, se convirtieron en las heroínas de un nuevo mundo de "romances" y novelas góticas, creando historias que ocurrían en tiempos y lugares lejanos. La Italia del Renacimiento era uno de los entornos favoritos para ambientar novelas góticas.
La novela gótica clásico fue Los misterios de Udolfo (1794). Como en otras novelas góticas, la noción de lo sublime es crucial. La teoría estética del siglo XVIII sostenía que lo sublime y lo bello se yuxtaponían. Lo sublime era sobrecogedor (awful, literalmente "awe-inspiring" inspiradora de sobrecogimiento) y aterrador mientras que lo bello era calmado y tranquilizador. Los personajes góticos y sus paisajes entraban casi por entero en lo sublime, siendo la heroína la gran excepción. La susceptibilidad de la "bella" heroína a los elementos sobrenaturales, que son elemento integral de estas novelas, al mismo tiempo celebra y "problematiza" lo que llegó a verse como hipersensibilidad.
Al comienzo del siglo XIX, las alteradas emociones de sensibilidad, tal como se expresaban en lo sublime gótico, se habían agotado. Jane Austen con La abadía de Northanger (1803) parodió la novela gótica, reflejando su muerte. Más aún, aunque la sensibilidad no desapareció, fue menos valorada. Austen introdujo un estilo diferente de escritura, la "comedia de costumbres". Sus novelas a menudo son no sólo cómicas, sino también mordazmente críticas de la cultura restrictiva y rural de principios del siglo XIX. Su novela más conocida, Orgullo y prejuicio (1811), es la más feliz, y ha sido un anteproyecto de mucha ficción romántica posterior. Las novelas de Austen aún tienen un seguimiento amplio, a pesar de la distancia entre los dilemas de sus heroínas y los del lector actual.
Medio:Título_del_enlace

### Romanticismo

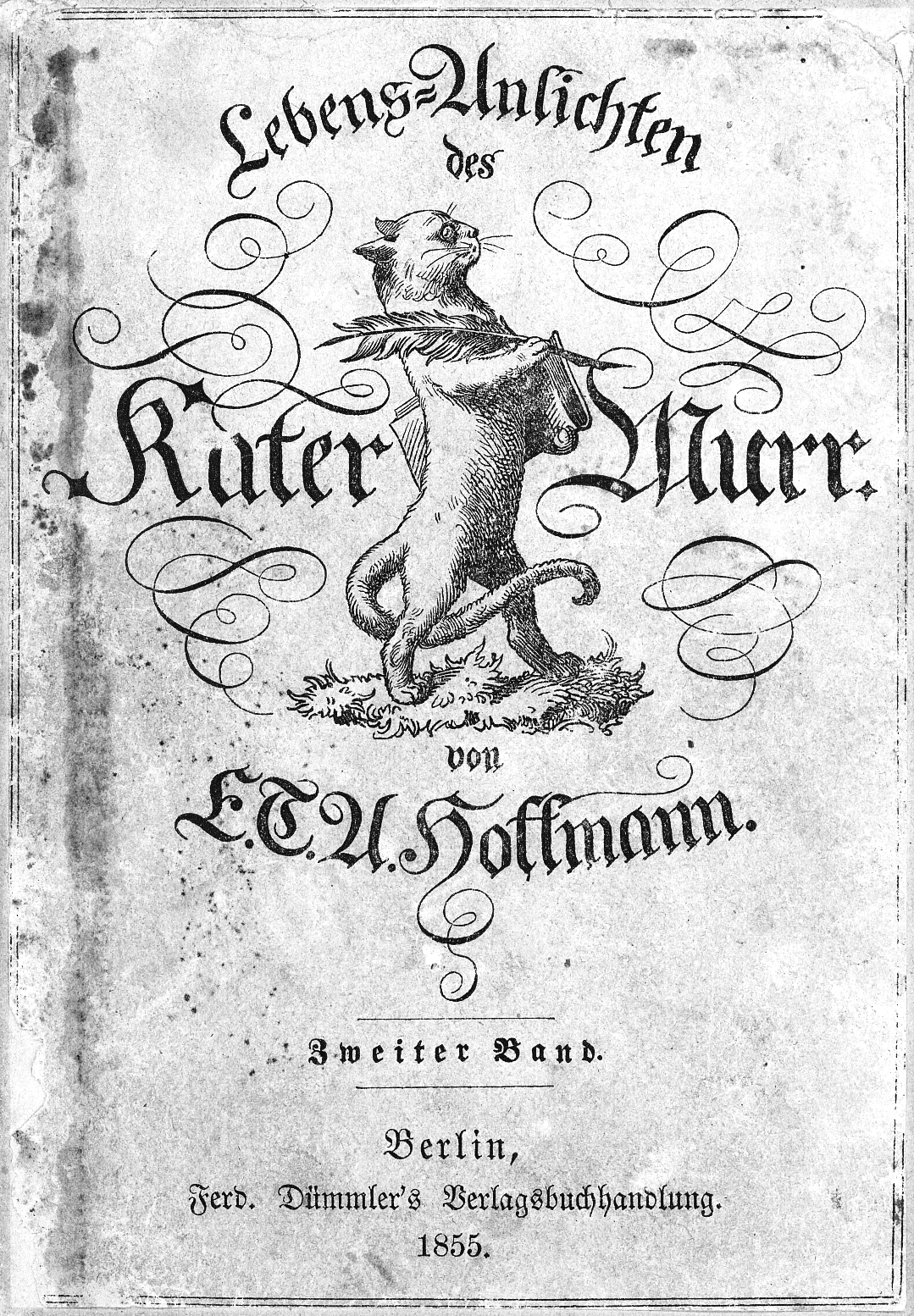
El gato Murr de E.T.A. Hoffmann, edición de 1855.

Contrariamente a lo que se pudiera pensar, este género no fue cultivado por los románticos. Byron, Schiller, Lamartine o Leopardi prefirieron el drama o la poesía, pero aun así fueron los primeros en otorgar un lugar a la novela dentro de sus teorías estéticas.
El primer romanticismo es el alemán, con el movimiento Sturm und Drang. La novela trata los mismos temas que la poesía: leyendas, relatos de fantasía. Puede citarse la obra de Adelbert von Chamisso Historia maravillosa de Pedro Schemil, el hombre que vendió su sombra al diablo. Se dedicaron sobre todo al bildungsroman o novela de formación: Los años de aprendizaje de Wilhelm Meister de Goethe (1796), Enrique de Ofterdingen de Novalis (inacabada, 1801).
La obra de Jean Paul y E.T.A. Hoffmann están dominadas por la imaginación, pero conservaron la estética heteróclita del siglo XVIII, de Laurence Sterne y de la novela gótica.
En Francia los autores prerrománticos y románticos se consagraron más ampliamente a la novela. Se puede citar a Madame de Staël, Chateaubriand, Vigny ("Stello", "Servidumbre y grandeza militares", "Cinco de marzo"), Mérimée ("Crónica del reinado de Carlos IX ", "Carmen", "El Doble Despreciar"), Musset ("La Confesión de un hijo del siglo"), George Sand ("Lélia", "Indiana") e incluso Victor Hugo ("Nuestra Dama de París"). No obstante la inspiración novelesca de Victor Hugo, obtenida a un tiempo del realismo histórico y social y de la novela popular, está bastante alejada del espíritu romántico.
El género de la novela histórica está representado en Italia por la obra maestra de Alessandro Manzoni: Los Novios (1840-1842).
En Inglaterra, la novela romántica encuentra su máxima expresión con las hermanas Brontë y Walter Scott, cultivador de una novela histórica de carácter tradicional y conservador, ambientada en Escocia (Waverley, Rob Roy) o la Edad Media (Ivanhoe o Quintin Durward).
Dentro de este mismo idioma, aparecen los primeros escritores de renombre en los Estados Unidos. Cultivó la novela Fenimore Cooper, siendo su obra más conocida El último mohicano.
En Rusia, puede citarse la novela en verso de Pushkin, Eugenio Oneguin.

### Realismoynaturalismo
La novela realista se caracteriza por la verosimilitud de las intrigas, a menudo inspiradas por hechos reales, así como por la riqueza de las descripciones y de la psicología de los personajes. Se retratan personajes de todas las capas sociales y a menudo a lo largo de generaciones sucesivas. Esta voluntad de construir un mundo novelístico a la vez coherente y completo vio su culminación con La Comedia humana de Honoré de Balzac. Este proyecto tuvo una influencia considerable en la historia de la novela. Además de Balzac, la escuela realista francesa cuenta igualmente con Flaubert y Maupassant. A finales del siglo XIX, el realismo evolucionó por un lado hacia el naturalismo objetivo de un Zola y por otro hacia la novela psicológica.
La tradición satírica inglesa del siglo XVIII se perpetuó con autores como Charles Dickens, William Makepeace Thackeray o, en Francia, Octave Mirbeau, integrantes en ciertos aspectos de la novela realista, principalmente en la importancia de las descripciones y la ambición de presentar una "imagen global" de toda la sociedad.
En Rusia, el estilo satírico queda ilustrado por Nikolái Gógol (Almas muertas, 1840), y por algunas novelas de Fiódor Dostoyevski (La ciudad de Stepánchikovo y sus habitantes, 1859). Este es el gran siglo de la literatura rusa, que dio numerosas obras maestras al género novelístico, especialmente en el estilo realista: Anna Karénina de León Tolstói (1873-1877), Padres e hijos de Iván Turguénev (1862), Oblómov de Iván Goncharov (1858). En fin, la obra novelística de Dostoievski, cuya importancia para la historia de la novela es fundamental, puede por ciertos aspectos ser relacionada con este movimiento como, por ejemplo, su novela Los hermanos Karamázov.
El realismo también se impone en el resto de Europa: George Eliot, Anthony Trollope y Thomas Hardy en Inglaterra, Eça de Queiroz en Portugal. En Alemania y en Austria, el estilo Biedermeier impone una novela realista con rasgos moralistas (Adalbert Stifter).
Al principio del siglo XX, escritores estadounidenses como John Steinbeck, Jack London o Ernest Hemingway perpetuarán el estilo naturalista.

### Separación de la alta y la baja producción
El mercado de la novela en el siglo XIX estaba claramente separada entre la producción "alta" y "baja".
La nueva producción superior puede verse en términos de tradiciones nacionales. La novela moderna reemplazó poco a poco a la poesía como medio de expresión privilegiado de la conciencia nacional de los pueblos que acceden a la modernidad. Pueden citarse como ejemplo:
- La letra escarlata de Nathaniel Hawthorne (Estados Unidos, 1850)
- Eugenio Oneguin novela en verso de Aleksandr Pushkin (Rusia, 1823-1831)
- Yo, el gato de Natsume Sôseki (Japón, 1905)
- Las memorias póstumas de Bras Cubas de Machado de Assis (Brasil, 1881)
- La nuerte y sus jóvenes hijas de Alexandre Papadiamantis (Grecia, 1903)

La producción inferior se organizaba más bien en géneros por un esquema que se deriva del espectro de géneros de los siglos XVII y XVIII, aunque vio el nacimiento de dos nuevos géneros novelísticos populares: la novela policíaca con Wilkie Collins y Edgar Allan Poe y la novela de ciencia ficción con Julio Verne y H. G. Wells.
La posición de los autores logra su forma moderna con el establecimiento de esta pauta. El autor moderno puede dirigirse bien a un amplio mercado o escribir con un ojo puesto en la discusión crítica seria. Los límites entre ambos reinos se han desarrollado de manera diferente, según los países. Mientras esta división del mercado moderno llegó relativamente tarde al mundo inglés, Alemania y Francia tuvieron un interés más temprano y fuerte en crear literaturas nacionales - Francia debido a la Revolución francesa, Alemania durante su unificación de mediados del siglo XIX. Estos dos países experimentaron una división entre la alta literatura -objeto de discusión en las escuelas y los periódicos, y celebrada en la vida pública - y una producción inferior o baja - que no merecía ser mencionada en tales círculos - mientras que el vasto mercado comercial del mundo angloparlante aún se resistía a esta división artificial.
La novela probó que era un medio para una comunicación tanto íntima (las novelas pueden leerse privadamente mientras que las obras de teatro son siempre un acontecimiento público) como públicamente (las novelas se publican y así se convierten en algo que afecta al público, si no a la nación, y sus intereses vitales), un medio de un punto de vista personal que puede abarcar el mundo. Nuevas formas de interacción entre los autores y el público reflejaban estos desarrollos: los autores hacían lecturas públicas, recibían premios prestigiosos, ofrecían entrevistas en los medios de comunicación y actuaban como la conciencia de su nación. Este concepto del novelista como una figura pública apareció a lo largo del siglo XIX.
1. La novela como un producto literario, apoyado por el discurso crítico
| Literatura española | Literatura francesa | Literatura alemana | Literatura inglesa | …por idioma y nación |

2. Ficción popular, no apoyada por la crítica
| 1 El moderno roman à clef (un ejemplo reciente es Primary Colors) | 2 Sexo, incluyendo la pornografía "romántica" suave para la audiencia femenina | 3 Ambientación histórica (la tradición de los romances heroicos), el crimen (la tradición de la novela del siglo XVII) | 4 Aventura, ciencia ficción | 5 Espionaje, conspiración |

## SigloXX

### La novela como universo
Entre 1880-1940, la novela acostumbraba a rendir cuentas a la experiencia humana individual (novela psicológica) o colectiva (Novela vienesa y americana). Las obras se hacen más largas y buscan unir en una estructura única diversos elementos heterogéneos.

#### La novela psicológica
Hacia finales del siglo XIX, numerosas novelas buscaban desarrollar un análisis psicológico de sus personajes. Algunos ejemplos son las novelas tardías de Maupassant, Romain Rolland, Paul Bourget, Colette o D.H. Lawrence. La intriga, las descripciones de lugares y, en menor medida, el estudio social, pasaron a un segundo plano.
Henry James introdujo un aspecto suplementario que se tornaría central en el estudio de la historia de la novela: el estilo se convierte en el mejor medio para reflejar el universo psicológico de los personajes. El deseo de aproximarse más a la vida interior de éstos hace que se desarrolle la técnica del monólogo interior, como ejemplifican El teniente Güstel, de Arthur Schnitzler (1901), Las olas de Virginia Woolf (1931), y el Ulises de James Joyce (1922).
El desarrollo de la novela psicológica refleja así mismo el de la psicología experimental (como en las obras de William James, hermano de Henry, de la escuela vienesa), por ejemplo el psicoanálisis. El interés de la novela por los desarrollos teóricos de la psicología puede verse ilustrado en novelas como La Conciencia de Zeno de Italo Svevo (1923).

#### El círculo de Viena
A comienzos del siglo XX muchos novelistas buscaban recuperar el proyecto de Balzac de construir una novela polifónica que reflejara todos los aspectos de una época. Este será el caso de muchas de las novelas vienesas. Así, El hombre sin atributos de Robert Musil (publicado póstumamente en 1943) y Los Sonámbulos de Hermann Broch (1928-1931) presentan la ambición de querer representar, a través del destino de algunos de sus personajes, la evolución de los valores de la sociedad occidental. Estas dos novelas integran largos pasajes de reflexiones y comentarios filosóficos que esclarecen la dimensión alegórica de la obra. En la tercera parte de Los sonámbulos, Broch alarga el horizonte de la novela mediante la yuxtaposición de diferentes estilos: narrativa, reflexión, autobiografía...
Podemos encontrar también esta ambición en otras novelas vienesas de la época, como las obras de: (Arthur Schnitzler, Heimito von Doderer, Joseph Roth) y con más frecuencia en otros autores en lengua alemana como Thomas Mann, Alfred Döblin o Elias Canetti, y también en otros autores como el francés Roger Martin du Gard en Les Thibault (1922-1929) o el americano John Dos Passos, en su trilogía U.S.A. (1930-1936).

#### Proust y Joyce

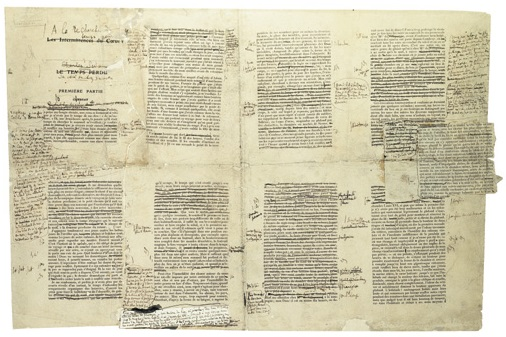
En busca del tiempo perdido, con correcciones del autor.

Con En busca del tiempo perdido de Marcel Proust y el Ulises de James Joyce, la concepción de la novela como un universo encuentra su fin. En cierta manera es también una continuación de la novela de análisis psicológico. Estas dos novelas tienen igualmente la particularidad de proponer una visión original del tiempo: el tiempo cíclico de la memoria en Proust, el tiempo de un solo día dilatado infinitamente de Joyce. En este sentido, estas novelas marcan una ruptura con la concepción tradicional del tiempo en la novela, que estaba inspirado en la historia. Ambas obras tiene en común el virtuosismo estilístico, más homogéneo en la obra de Proust y más ecléctico en el Ulises. También podemos aproximar la obra de Joyce con la de la autora inglesa Virginia Woolf y el americano William Faulkner.

### La era de la sospecha
En los inicios del siglo XX nace la novela experimental. El naturalismo francés influyó en Italia (el verismo). En este momento la novela era un género conocido y respetado, al menos en sus expresiones más elevadas (los "clásicos"). El inicio del siglo XX vio el nacimiento del psicoanálisis, la lógica de Wittgenstein y Russell, la lingüística y la técnica narrativa intenta adecuarse a ello. Después de haber buscado refugio en la representación de clases bajas (verismo) o de clases altas, la novela no podía estar más basada sobre la relatividad, y eso modifica su estructura: la trama a menudo desaparece, no existe necesariamente una relación entre la representación espacial con el ambiente, la andadura cronológica se sustituye por una disolución del curso del tiempo y nace una nueva relación entre el tiempo y la trama. Cambia también la tipología de los personajes. Termina el mito del héroe que es sustituido por los nuevos antihéroes y cuyos rasgos principales son el sentimiento de frustración, la pérdida de su propia identidad, la falta de unidad psíquica, la sensación de no ser auténtico. Los protagonistas son los ineptos, los hombres sin ninguna cualidad, los enfermos físicos y psíquicos, de los cuales a menudo se pone en escena la inutilidad de la acción y de la palabra.

#### La novela existencialista
La entrada del modernismo y el humanismo en la filosofía occidental, así como la conmoción causada por dos guerras mundiales consecutivas provocaron un cambio radical en la novela. Las historias se tornaron más personales, más irreales o más formales. El escritor se encuentra con un dilema fundamental, escribir, por un lado, de manera objetiva, y por el otro transmitir una experiencia personal y subjetiva.
Es por esto que la novela de principios del siglo XX se ve dominada por la angustia y la duda.
La novela existencialista de la que se considera a Søren Kierkegaard como su precursor inmediato con novelas como Diario de un seductor, tiene fuertes influencias en la novela posterior. Desde este punto de vista, solo la narración subjetiva puede informar de lo que es realmente la existencia. Especialmente en los años 30 podemos encontrar diversas novelas de corte existencialista. Estas novelas son narradas en primera persona, como si fuera un diario, y los temas que más aparecen son la angustia, la soledad , la búsqueda de un sentido para la existencia y la dificultad comunicativa. Estos autores son generalmente herederos del estilo de Dostoievski, y su obra más representativa es La náusea de Jean-Paul Sartre. Otros autores existencalistas notables son Albert Camus, cuyo estilo minimalista le sitúa en un contraste directo con Sartre, Knut Hamsun, Louis-Ferdinand Céline, Dino Buzzati, Cesare Pavese y la novela absurdista de Boris Vian. La novela japonesa de después de la guerra también comparte similitudes con el existencialismo, como puede apreciarse en autores como Mishima, Kawabata, Kōbō Abe o Kenzaburō Ōe.
Otro de los aspectos novedosos de la literatura de comienzos de siglo es la novela corta caracterizada por una imaginación sombría y grotesca, como es el caso de las novelas de Franz Kafka, como El proceso o La metamorfosis, que también tendrán un gran impacto en los escritores posteriores. Otro de los movimientos que participan de este desbordamiento de la imaginación son los pertenecientes al Boom latinoamericano, como Gabriel García Márquez, Alejo Carpentier, Mario Vargas Llosa, Julio Cortázar o Carlos Fuentes.

#### La novela y el totalitarismo
La dimensión trágica de la historia del siglo XX se encuentra largamente reflejada en la literatura de la época. Las narraciones o testimonios de aquellos que combatieron en ambas guerras mundiales, los exiliados y los que escaparon de un campo de concentración trataron de abordar esa experiencia trágica y de grabarla en la memoria de la humanidad. Todo esto tuvo consecuencias en la forma de la novela, pues vemos aparecer gran cantidad de relatos de no-ficción que emplean la técnica y el formato de la novela, como pueden ser Si esto es un hombre (Primo Levi, 1947), La noche (Elie Wiesel, 1958) La especie humana (Robert Antelme, 1947) o Ser sin destino (Imre Kertész, 1975). Este tipo de novela influenciaría después a autores como Georges Perec o Marguerite Duras.
Por otro lado, el recurso de emplear la novela como denuncia a los crímenes soviéticos también se emplea de forma sistemática en novelas tales como Un día en la vida de Iván Denísovich de Aleksandr Solzhenitsyn (1962), Una tumba para Borís Davídovich de Danilo Kiš (1976), o La broma de Milan Kundera (1967). Estas novelas denuncian específicamente la pérdida de la esfera privada, el lugar que retrata por excelencia la novela, en los estados soviéticos. En un sentido más propagandístico también puede notarse la proliferación de la Novela de espionaje que se da en la época.
También otro nuevo tipo de novela ve la luz en el siglo XX, la distopía o antiutopía. En estas novelas la dimensión política es esencial, y describen un mundo dejado a la arbitrariedad de una dictadura. Este género tuvo un éxito espectacular en Europa central y en Rusia; entre las obras más notables se encuentran El proceso de Franz Kafka, 1984 de George Orwell, Un mundo feliz de Aldous Huxley, y Nosotros de Yevgueni Zamiatin. Estas novelas anticiparon en cierto modo las vertientes totalitarias del siglo XX.
Los problemas para la novela del siglo XX son aún aquellos de la voz narradora, y del narrador que presenta el punto de vista dominante.

### Puntos de vista contemporáneos
- 1651: Paul Scarron, The Comical Romance, capítulo XXI. "Que quizás no se encuentre muy entretenido" (Londres, 1700). Alegato de Scarron por una producción francesa que rivalizada con las "novelas" españolas. Marteau
- 1670: Pierre Daniel Huet, "Traitté de l'origine des Romans", Prefacio a la obra de la condesa de La Fayette, Zayde, histoire espagnole (París, 1670). Una historia mundial de la ficción. Edición en pdf de Gallica France
- 1683: [Du Sieur], "Sentimens sur l’histoire" de: Sentimens sur les lettres et sur l’histoire, avec des scruples sur le stile (París: C. Blageart, 1680). Las nuevas novelas, tal como han sido publicadas magistralmente por Marie de LaFayette . Marteau
- 1702: Abbe Bellegarde, "Lettre à une Dame de la Cour, qui lui avoit demandé quelques Reflexions sur l’Histoire" en: Lettres curieuses de littérature et de morale (La Haya: Adrian Moetjens, 1702). Paráfrasis del texto de Du Sieur. Marteau
- 1705/1708/1712: [Anon.] En inglés, francés y alemán, el Prefacio a La historia secreta de la reina Zarah y los zarazianos (Albigion, 1705). El artículo de Bellegarde plagiado. Marteau
- 1713: Deutsche Acta Eruditorum, crítica alemana de la traducción francesa de la obra New Atalantis 1709, de Delarivier Manley (Leipzig: J. L. Gleditsch, 1713). Un raro ejemplo de una novela política discutida por un diario literario. Marteau
- 1715: Jane Barker, prefacio a su Exilius or the Banish’d Roman. A New Romance (Londres: E. Curll, 1715). Alegato por un "nuevo romance" después del Telémaco de Fénelon. Marteau
- 1718: [Johann Friedrich Riederer], "Satyra von den Liebes-Romanen", de: Die abentheuerliche Welt in einer Pickelheerings-Kappe, 2 (Núremberg, 1718). Sátira alemana sobre la amplia difusión de la lectura de novelas y romances. Marteau
- 1742: Henry Fielding, prefacio a Joseph Andrews (Londres, 1742). La "épica cómica en prosa" y su poética. Blackmask. Una edición reciente de Joseph Andrews, en España, Círculo de Lectores, S.A., 1998, ISBN (10): 84-226-4645-5

### Literatura secundaria
- Lukács, Georg (1971, 1916). The Theory of the Novel. trad. Anna Bostock. Cambridge: M.I.T. Press. ISBN 0-262-12048-8. En España, El alma y las formas. Teoría de la novela (Grijalbo, 1974) ISBN (10): 84-253-0375-3; Teoría de la novela (Círculo de Lectores, S.A., 1999) ISBN (10): 84-226-7358-4
- Watt, Ian (2000, 1957). The Rise of the Novel: Studies in Defoe, Richardson and Fielding. Berkeley: University of Los Angeles Press. ISBN 0-520-23069-8. Watt considera Robinson Crusoe como la primera "novela" moderna e interpreta el auge de la novela moderna de realismo como un logro de la literatura inglesa, debido a un número de factores desde el temprano capitalismo al desarrollo del individuo moderno.
- Burgess, Anthony (1963). The Novel To-day. Londres: Longmans, Green.
- Burgess, Anthony (1967). The Novel Now: A Student's Guide to Contemporary Fiction. Londres: Faber.
- Burgess, Anthony (1970). "Novel, The" – Artículo clásico de la Encyclopædia Britannica.
- Miller, H. K., G. S. Rousseau y Eric Rothstein, The Augustan Milieu: Essays Presented to Louis A. Landa, (Oxford: Clarendon Press, 1970). ISBN 0-19-811697-7
- Davis, Lennard J. (1983). Factual Fictions: The Origins of the English Novel. Nueva York: Columbia University Press. ISBN 0-231-05420-3.
- Armstrong, Nancy (1987). Desire and Domestic Fiction: A Political History of the Novel. New York: Oxford University Press. ISBN 0-19-504179-8.
- McKeon, Michael (1987). The Origins of the English Novel, 1600-1740. Baltimore: Johns Hopkins University Press. ISBN 0-8018-3291-8.
- Hunter, J. Paul (1990). Before Novels: The Cultural Contexts of Eighteenth-Century English Fiction. Nueva York: Norton. ISBN 0-393-02801-1.
- Ballaster, Ros (1992). Seductive Forms: Women's Amatory Fiction from 1684-1740. Oxford: Clarendon Press. ISBN 0-19-811244-0.
- Doody, Margaret Anne (1996). The True Story of the Novel. New Brunswick, N.J.: Rutgers University Press. ISBN 0-8135-2168-8.
- Simons, Olaf (2001). Marteaus Europa, oder, Der Roman, Bevor er Literatur Wurde: eine Untersuchung des Deutschen und Englischen Buchangebots der Jahre 1710 bis 1720. Amsterdam: Rodopi. ISBN 90-420-1226-9. Un estudio del mercado de la novela sobre 1700 interpretando la crítica contemporánea.
- Price, Leah (2003). The Anthology and the Rise of the Novel: From Richardson to George Eliot. Londres: Cambridge University Press. ISBN 0-521-53939-0.
- Rousseau, George (2004. Nervous Acts: Essays on Literature Culture and Sensibility (Basingstoke: Palgrave Macmillan, 2004). ISBN 1-4039-3454-1
- Madden, David; Charles Bane, Sean M. Flory (2006) [1979]. A Primer of the Novel: For Readers and Writers (edición revisada edición). Lanham, MD: Scarecrow Press. ISBN 0-8108-5708-1.  Edición actualizada de tipología pionera e historia de cerca de 50 géneros; índice de tipos y técnica, y una detallada cronología.